# Bulbophyllum teretifolium
Bulbophyllum teretifolium är en orkidéart som beskrevs av Rudolf Schlechter. Bulbophyllum teretifolium ingår i släktet Bulbophyllum och familjen orkidéer.
Artens utbredningsområde är Kamerun. Inga underarter finns listade i Catalogue of Life.